# 李範晉
李範晉（：／；1853年—1911年1月13日）朝鮮漢城人，是大韓帝國的外交官。他也是大韓帝国第一位和最後一位常駐俄羅斯公使。
他是朝中親俄派大臣，1896年2月11日大韓帝國皇帝高宗與王太子(朝鮮純宗)逃往俄羅斯使館事件的中心人物(俄館播遷)。
俄館播遷事件後就任大韓帝國法務大臣，1896年出任駐美全權公使，1899年起出任駐俄羅斯全權公使。
日俄戰爭後朝中親俄派勢衰，生活貧困，靠沙皇尼古拉二世救濟度日，1911年1月13日於聖彼得堡自殺身亡。